# Моянци (община Кочани)
 Тази статия е за кочанското село.  За скопското вижте Моянци (община Арачиново).  
Моянци (на македонска литературна норма: Мојанци) е село в източната част на Северна Македония, част от Община Кочани.

## География
Селото се намира на дъното на Кочанската котловина и е обградено от обработваеми ниви и оризови полета. Разположено е на 2 километра от пътя Щип-Кочани, като отбивката за селото е на 3 километра преди Кочани. Моянци се намира на 5 километра северно от северните склонове на планината Плачковица и на 6 километра южно от южните склонове на Осоговската планина.

## История
В XIX век Моянци е смесено българско село в Кочанска кааза на Османската империя. Според статистиката на Васил Кънчов („Македония. Етнография и статистика“) от 1900 г. Моянци има 75 жители българи християни и 50 жители цигани.
В началото на XX век население на селото са под върховенството на Българската екзархия. По данни на секретаря на екзархията Димитър Мишев („La Macédoine et sa Population Chrétienne“) през 1905 година в Моянци (Moyantzi) има 96 българи екзархисти и 48 цигани. В селото работи сръбско училище. На 13 февруари 1915 година сръбските окупатори убиват 54-годишния кмет на селото Иван Георгиев.
Според преброяване от 2002 в селото има 166 домакинства със 184 къщи.
В 1992 година е поставен темелният камък на църквата „Св. св. Кирил и Методий“ от митрополит Стефан Брегалнишки. Иконите на иконостаса, както и фреските Богородица Ширшая небес и Христос Пантократор са дело на Венко Цветков от Скопие.

## Личности
Родени в Моянци
- Иван Анастасов, македоно-одрински опълченец, 40 (50)-годишен, земеделец, неграмотен, четата на Симеон Георгиев, 14 воденска дружина[6]
- Иван Анастасов, македоно-одрински опълченец, 35-годишен, земеделец, 3 и 4 рота на 2 Скопска дружина[6]